# さだまさしの引き出しのすみっこ
『さだまさしの引き出しのすみっこ』（さだまさしのひきだしのすみっこ）とは、1976年（昭和51年）11月から1977年（昭和52年）12月までKBCラジオで放送された夜の番組である。
1976年から1977年まで続いたKBCラジオの番組で、当時はバスツアーが行われるほどの人気番組であった。また、「はがきとトーク」の番組スタイルをの基礎を作り上げた番組としても有名である。
1981年から後継番組として、「続引き出しのすみっこ」が放送されていた。パーソナリティーは白鳥座のさだれい子と阿部めぐみが担当。

## パーソナリティ
- さだまさし
- 尾上真智子 - 当時KBCアナウンサー

## 放送時間
毎週月曜日午前1時20分（1977年春からは午前1時） - 午前2時

## 復活スペシャル
2012年（平成24年）11月21日にさだまさしの歌手生活40周年を記念して一夜限りの復活を果たす。